# 槙陽子
槙陽子（1981年7月11日-）。是日本女漫畫家。綽號：小槙。血型A型，身高164公分，日本鹿兒島出身。

## 關於
- 養了兩隻愛犬（迷你臘腸犬）分別是「LEO♂」、「COCO♀」。
- 槙陽子是筆名，本名為福家 陽子（ふけ ようこ）。
- 妹妹是同為りぼん連載漫畫家的持田秋（福家 博美（ふけ ひろみ）。
- 曾當過漫畫家ひうらさとる的助手。

## 經歷
- 1999年於《りぼん》連載出道作『ラブサービス!』
- 2002年開始連載的《愛你寶貝》造成廣大迴響，並成為槙陽子的代表作。該作品於2004年改編成動畫版。
- 2007年在りぼん雜誌上開始連載『我是山本善次郎』，但在2008年3月因身體不適中斷連載。遂經過將近一年的休息後，於2011年發表了最終回。
- 2009年在りぼん雜誌上開始連載『勝利的惡魔』。
- 2010年與妹妹持田秋在講談社的ARIA雜誌上合作連載『ピカ☆イチ』。槙陽子作畫、持田秋寫腳本。
- 2016年於《りぼん》連載『在我眼中閃耀的他』
- 2020年公佈引退

## 作品

### 台灣已出版單行本

#### 大然
- 戀愛朵朵開（枯れ気に恋を咲かせます）（全1冊）
- 愛在天空藍藍時（ソラソラ）（全1冊；4話／りぼん的初次連載作品）
- 戀愛啦啦啦（恋してルルル）
- 班比甘芭茶（あたしはバンビ）（全3冊；11話／連載作品）

#### 尖端
- 我是班比（《班比甘芭茶》重新出版）
- 愛你寶貝（愛してるぜベイベ★★）（全7冊；33話／連載作品／有被動畫化）
- STAR BLACKS（STAR BLACKS）（全2冊；9話／連載作品）
- 心兒怦怦跳（たらんたランタ）（全2冊；12話／連載作品）
- 我是山本善次朗（山本善次朗と申します）（全5冊; 20話／連載作品）

喜歡…不喜歡（愛してない）（收錄在我是山本善次郎第三集）
- 14R（全1冊）

14R
展翅於晴空之下（真昼に翔けだす）
任性小姐（ワタクシサマ）
獻給墜入愛河的我們（恋をはじめる僕たちに）
每日發生的新鮮事（デイリーニュース）
- 勝利的惡魔（全3冊 ; 15話／連載作品）
- PIKA☆ICHI-正義之星（ピカ☆イチ）（全7冊／連載作品）（與持田秋合作）
- 世界為你所拯救！（全1冊）
- 浪漫時鐘 (ロマンチカクロック) （全10集）
  - 柏野同學是魔法師(柏野君は魔法使い（收錄第二集）)
  - Trick On The Chocolate(トリックオンザチョコレート（收錄第三集）)
  - まひろちゃんの（收錄在第四集）
  - Dear Chloe（收錄在第五集）
- zen zen古瀨學習塾（全1冊）（與持田秋合作）
- 在我眼中閃耀的他（全10集）
- 槙陽子戀愛物語集(全)

### 單行本未收錄作品
- レモンはあまのじゃく（刊載於Ribon Special 虹いろ大增刊號 2014年）

## 外部連結
- 槙陽子Twitter （页面存档备份，存于）
- 槙陽子IG （页面存档备份，存于）